# Porizon moderator
Porizon moderator är en stekelart som först beskrevs av Carl von Linné 1758.  Porizon moderator ingår i släktet Porizon och familjen brokparasitsteklar. Inga underarter finns listade i Catalogue of Life.